# Mieczysław Ubysz

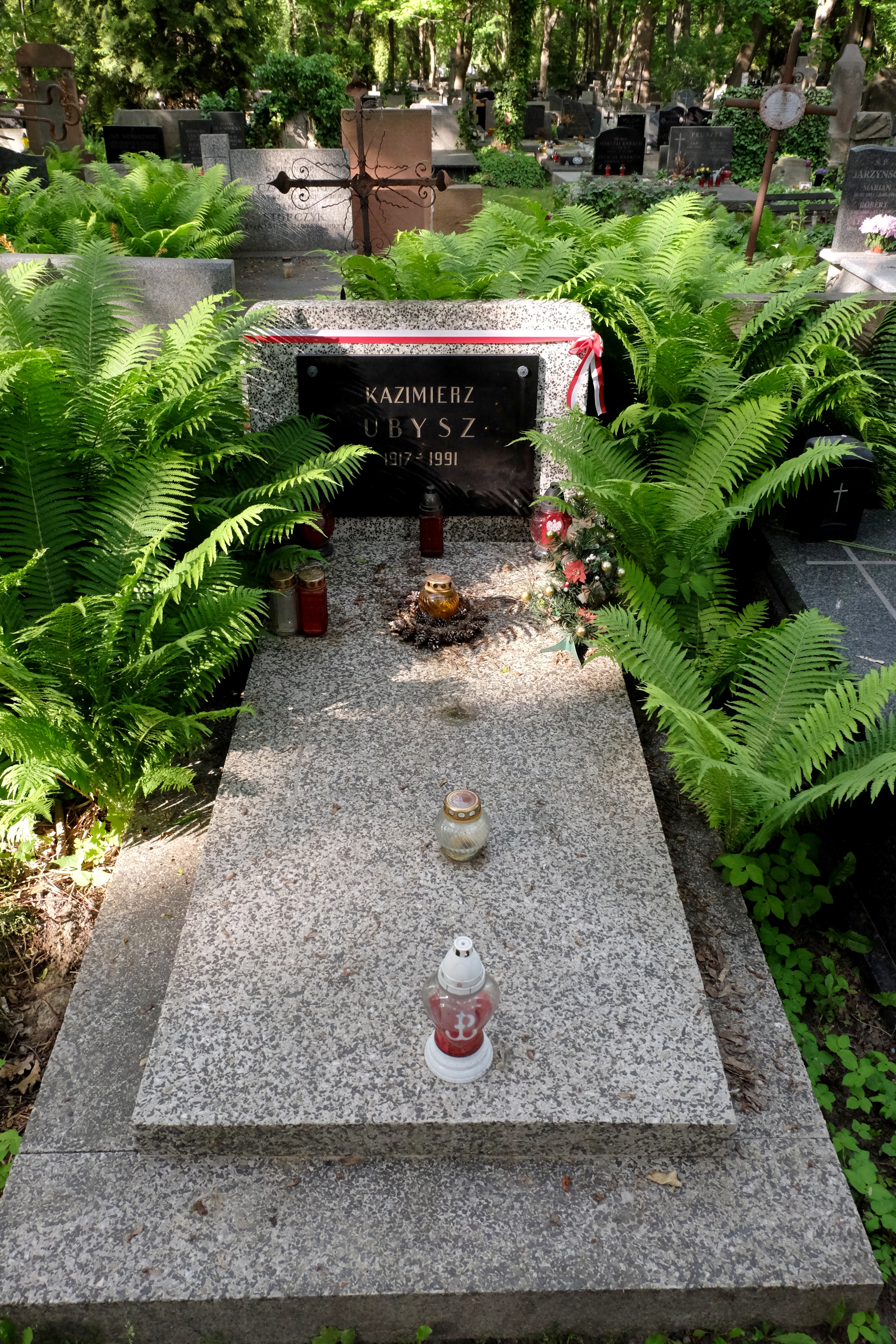
Grób Mieczysława Ubysza na Cmentarzu Wojskowym na Powązkach w Warszawie

Mieczysław Adam Ubysz (z Ubyszów herbu Cholewa; syn Adama Władysława i Heleny Kazimiery z domu Niteckiej, ps. powstańczy „Wik”, ur. 28 stycznia 1915 w  Łodzi, zm. 6 lutego 1970 w Warszawie) – polski poeta, kapral podchorąży spiker powstańczej radiostacji „Błyskawica”.

## Życiorys
Urodził się w Łodzi w domu przy ul. Suwalskiej 24. Studiował prawo i nauki społeczne na Uniwersytecie Stefana Batorego w Wilnie oraz po wojnie na Uniwersytecie Warszawskim. Studiów nie skończył. W 1938 pracował w Rozgłośni Polskiego Radia w Wilnie jako spiker. Uczestnik kampanii wrześniowej, walczył jako ochotnik w obronie Warszawy. Po kapitulacji przebywał w Krakowie. W roku 1940 śmierć jego ojca, zmusiła go do przeprowadzenia się. Przeniósł się do Warszawy, gdzie wstąpił do podziemnej Armii Krajowej. Był jedną z osób współtworzących „Błyskawicę”, a także dowódcą patrolu megafonowego nr 2 Biura Informacji i Propagandy AK. Napisał wiele wierszy dotyczących powstania, najbardziej znane to Stare Miasto, Manifest i Ostatni Komunikat. Kontuzjowany w czasie powstania, po kapitulacji Warszawy przebywał w szpitalu jenieckim w Zeithain. Po wyzwoleniu, zostając w brytyjskiej strefie Niemiec Zachodnich, redagował czasopismo obozowe Droga w miejscowości Northeim, brał udział w występach teatru żołnierza i wciąż pisał. W 1945 wydał w Niemczech tom wierszy pt. Czas wirujący, zawierający ponad 80 utworów, a w 1946  w Hanowerze tomik pt. Brew z 18 wierszami. W obozie nabawił się gruźlicy. Do Polski wrócił w 1947, gdzie jego wiersze powstańcze obwiniające brak pomocy Armii Czerwonej przyczajonej po drugiej stronie Wisły zaowocowały blokadą publikacji i jego podanie o wstąpienie do Klubu Literatów w Łodzi zostało odrzucone. Imał się więc różnych zawodów, a nawet był bezrobotny. Wciąż jednak pisał - do szuflady. Czasem miewał wieczory autorskie, na których sam recytował swoje wiersze. W Polsce Ludowej, poza Antologią Polskiej Poezji Podziemnej 1939–1945 Jana Szczawieja, wiersze Ubysza nie były publikowane w formie książkowej. 
Zmarł w 1970 r. po długiej chorobie, w wieku 55 lat, pochowany na Cmentarzu Wojskowym na Powązkach w Warszawie – miejsce B22-4-12.
Władysław Bartoszewski w biograficznym artykule, oryginalnie opublikowanym 28 października 1956 roku w tygodniku Stolica, nazwał Kazimierza Ubysza zapomnianym poetą walczącej Warszawy.

## Odznaczenia
- Krzyż Walecznych
- Srebrny Krzyż Zasługi z Mieczami